# Seznam dílů seriálu Paličatá Kate
Toto je seznam dílů seriálu Paličatá Kate.

## Přehled řad
| Řada | Díly | Premiéra v USA  | Premiéra v USA  | Premiéra v ČR     | Premiéra v ČR  |
| Řada | Díly | První díl       | Poslední díl    | První díl         | Poslední díl   |
| ---- | ---- | --------------- | --------------- | ----------------- | -------------- |
| 1    | 10   | 20. ledna 2011  | 24. března 2011 | 14. prosince 2013 | 18. ledna 2014 |
| 2    | 13   | 16. března 2012 | 15. června 2012 | 19. ledna 2014    | 2. března 2014 |

## Seznam dílů

### První řada (2011)
| Č. v seriálu | Č. v řadě | Původní název           | Český název           | Režie           | Scénář                                                | Premiéra v USA  | Premiéra v ČR                                                 |
| ------------ | --------- | ----------------------- | --------------------- | --------------- | ----------------------------------------------------- | --------------- | ------------------------------------------------------------- |
| 1            | 1         | Pilot                   | První den v práci     | Bronwen Hughes  | Michael Sardo                                         | 20. ledna 2011  | 14. prosince 2013 (první část) 15. prosince 2013 (druhá část) |
| 2            | 2         | Priceless               | Poslední vůle         | Andy Wolk       | Michael Sardo                                         | 27. ledna 2011  | 21. prosince 2013                                             |
| 3            | 3         | Benched                 | Na střídačce          | John Showalter  | Aaron Tracy                                           | 3. února 2011   | 22. prosince 2013                                             |
| 4            | 4         | Bo Me Once              | Na nože               | Anton Cropper   | námět: Linda Burstyn scénář: Jan Nash a Michael Sardo | 10. února 2011  | 28. prosince 2013                                             |
| 5            | 5         | The Two Richards        | Dva Richardové        | Paul Holahan    | Jan Nash                                              | 17. února 2011  | 29. prosince 2013                                             |
| 6            | 6         | Believers               | V dobré víře…         | Tricia Brock    | Jim Adler                                             | 24. února 2011  | 4. ledna 2014                                                 |
| 7            | 7         | Coming Home             | Cesty domů            | Steven DePaul   | Jim Adler                                             | 3. března 2011  | 5. ledna 2014                                                 |
| 8            | 8         | UltraVinyl              | Kapela jednoho hitu   | Bob Berlinger   | Blair Singer                                          | 10. března 2011 | 11. ledna 2014                                                |
| 9            | 9         | My Best Friend's Prenup | Předmanželská smlouva | Vincent Misiano | Ben Lee                                               | 17. března 2011 | 12. ledna 2014                                                |
| 10           | 10        | Bridges                 | Mosty                 | Peter Markle    | Jan Nash a Michael Sardo                              | 24. března 2011 | 18. ledna 2014                                                |

### Druhá řada (2012)
| Č. v seriálu | Č. v řadě | Původní název     | Český název         | Režie            | Scénář                              | Premiéra v USA  | Premiéra v ČR  |
| ------------ | --------- | ----------------- | ------------------- | ---------------- | ----------------------------------- | --------------- | -------------- |
| 11           | 1         | Satisfaction      | Zadostiučinění      | Anton Cropper    | Peter Ocko                          | 16. března 2012 | 19. ledna 2014 |
| 12           | 2         | Start Me Up       | Nový začátek        | Andy Wolk        | Rob Fresco                          | 23. března 2012 | 25. ledna 2014 |
| 13           | 3         | Bait & Switch     | Nebezpečná práce    | Ken Girotti      | Joanna Johnson                      | 30. března 2012 | 26. ledna 2014 |
| 14           | 4         | Shine a Light     | Kápni božskou       | Allan Kroeker    | Jamie Pachino                       | 6. dubna 2012   | 1. února 2014  |
| 15           | 5         | Gimme Shelter     | Nechci přijít o dům | Peter Lauer      | Tawnya Bhattacharya a Ali Laventhol | 13. dubna 2012  | 2. února 2014  |
| 16           | 6         | What They Seem    | Strach promluvit    | Anton Cropper    | Tom Donaghy                         | 20. dubna 2012  | 8. února 2014  |
| 17           | 7         | Teenage Wasteland | Osamělost mladých   | Tawnia McKiernan | Ish Goldstein                       | 27. dubna 2012  | 9. února 2014  |
| 18           | 8         | Ripple of Hope    | Záblesk naděje      | Peter Markle     | Robert Nathan                       | 4. května 2012  | 15. února 2014 |
| 19           | 9         | Kiss Me, Kate     | Polib mě, Kate      | Michael Watkins  | Roger Wolfson                       | 11. května 2012 | 16. února 2014 |
| 20           | 10        | Shattered         | Dohoda              | Andy Wolk        | Jamie Pachino                       | 18. května 2012 | 22. února 2014 |
| 21           | 11        | Borderline        | Na hranici          | Matthew Penn     | Joanna Johnson                      | 1. června 2012  | 23. února 2014 |
| 22           | 12        | Force Majeure     | Poslední koncert    | Peter Markle     | Peter Ocko                          | 8. června 2012  | 1. března 2014 |
| 23           | 13        | Finale            | Finále              | Anton Cropper    | Peter Ocko                          | 15. června 2012 | 2. března 2014 |